# Nyssodrysternum poriferum
Nyssodrysternum poriferum är en skalbaggsart som först beskrevs av Bates 1885. Nyssodrysternum poriferum ingår i släktet Nyssodrysternum och familjen långhorningar.
Artens utbredningsområde är:
- Guatemala.
- Honduras.
- Panama.
- Venezuela.

Inga underarter finns listade i Catalogue of Life.